# Veljko Ilić
Veljko Ilić (in serbo Вељко Илић?; Belgrado, 21 luglio 2003) è un calciatore serbo, portiere del TSC Bačka Topola.

## Carriera

### Club
Ilić ha iniziato la sua carriera nelle giovanili del Radnički Obrenovac, per poi trascorrere quattro anni alla Stella Rossa.
In seguito è passato all'IMT Belgrado nel 2021, per poi passare al TSC Bačka Topola pochi mesi dopo. Durante l'estate del 2022 è stato confermato in prima squadra in seguito all'infortunio accorso ad uno dei portieri della rosa. Ha debuttato il 9 luglio contro il Čukarički ed è diventato il portiere titolare per il resto della stagione, prolungando anche il proprio contratto ad inizio 2023.

### Nazionale
Il 31 maggio 2023 ha ricevuto la sua prima convocazione da parte della nazionale serba.

## Statistiche

### Presenze e reti nei club
Statistiche aggiornate al 19 giugno 2023.
| Stagione        | Squadra          | Campionato      | Campionato | Campionato | Coppe nazionali | Coppe nazionali | Coppe nazionali | Coppe continentali | Coppe continentali | Coppe continentali | Altre coppe | Altre coppe | Altre coppe | Totale | Totale | Totale |
| Stagione        | Squadra          | Comp            | Pres       | Reti       | Comp            | Pres            | Reti            | Comp               | Pres               | Reti               | Comp        | Pres        | Reti        | Pres   | Reti   |        |
| --------------- | ---------------- | --------------- | ---------- | ---------- | --------------- | --------------- | --------------- | ------------------ | ------------------ | ------------------ | ----------- | ----------- | ----------- | ------ | ------ | ------ |
| 2022-2023       | TSC Bačka Topola | SL              | 35         | -31        | CS              | 1               | -3              |                    | -                  | -                  |             | -           | -           | 36     | -34    |        |
| Totale carriera | Totale carriera  | Totale carriera | 35         | -31        |                 | 1               | -3              |                    | -                  | -                  |             | -           | -           | 36     | -34    |        |